# Django Sissoko
Django Sissoko (ur. w 1947 lub 1948, zm. 4 kwietnia 2022) – malijski polityk. Premier od 11 grudnia 2012 do 5 września 2013.